# Sailor 1991
Sailor is het reüniemuziekalbum van de muziekgroep met dezelfde naam. In 1991 heeft Sailor een kleine hit met La Cumbia, dat ook op deze compact disc staat; Music dat ook op single is uitgebracht doet niets. De muziek is eigenlijk onverander gebleven sinds de jaren 70. Het specifieke Sailorgeluid is een beetje naar de achtergrond gezet en vervangen door het bekende jaren 1980-1989 (elektronisch) slagwerk. Twee songs uit de begintijd Girls en Glass zijn opnieuw opgenomen, maar dan in een ander arrangement.

## Musici
- Georg Kajanus - zang en gitaar
- Phil Pickett – zang, basgitaar, synthesizer
- Henry Marsh – zang, accordeon, synthesizer
- Grant Serpell – zang, slagwerk, percussie

## Composities
1. La Cumbia (3:35)
2. The secretary (3:48)
3. Music (3:39)
4. Soapland (3:30)
5. Memory Lane (3:08)
6. Knock knock (3:07)
7. Big Bamboo (3:59)
8. St John (St. Jean) (4:28)
9. Girls, Girls, Girls (3:02)
10. A Glass Of Champagne (3:34)